# De Meent (Langerak)
De Meent is een in 2006 opnieuw gebouwde weidemolen en staat naast de De Westermolen aan de Nieuwpoortseweg 1 in het dorp Langerak, in de Nederlandse gemeente Molenlanden. Vroeger heeft hier ook een weidemolen gestaan. De molen heeft een vierkante onderbouw en bestaat uit een onder- en bovenkot. De koker zorgt ervoor dat het bovenkot op zijn plaats blijft. Het boventafelement is ook onderzetel met kruineuten waar het bovenkot op kruit (draait).
Het gevlucht is oudhollands. De roeden zijn afgeschuind, hetgeen een baljoening heet. Op het hekwerk kunnen borden geplaatst worden. Verder zijn de stormborden afneembaar. De spil draait in een taats. Het water wordt verplaatst met een zogenaamde roerom, hetgeen een type centrifugaalpomp met houten waaier is.

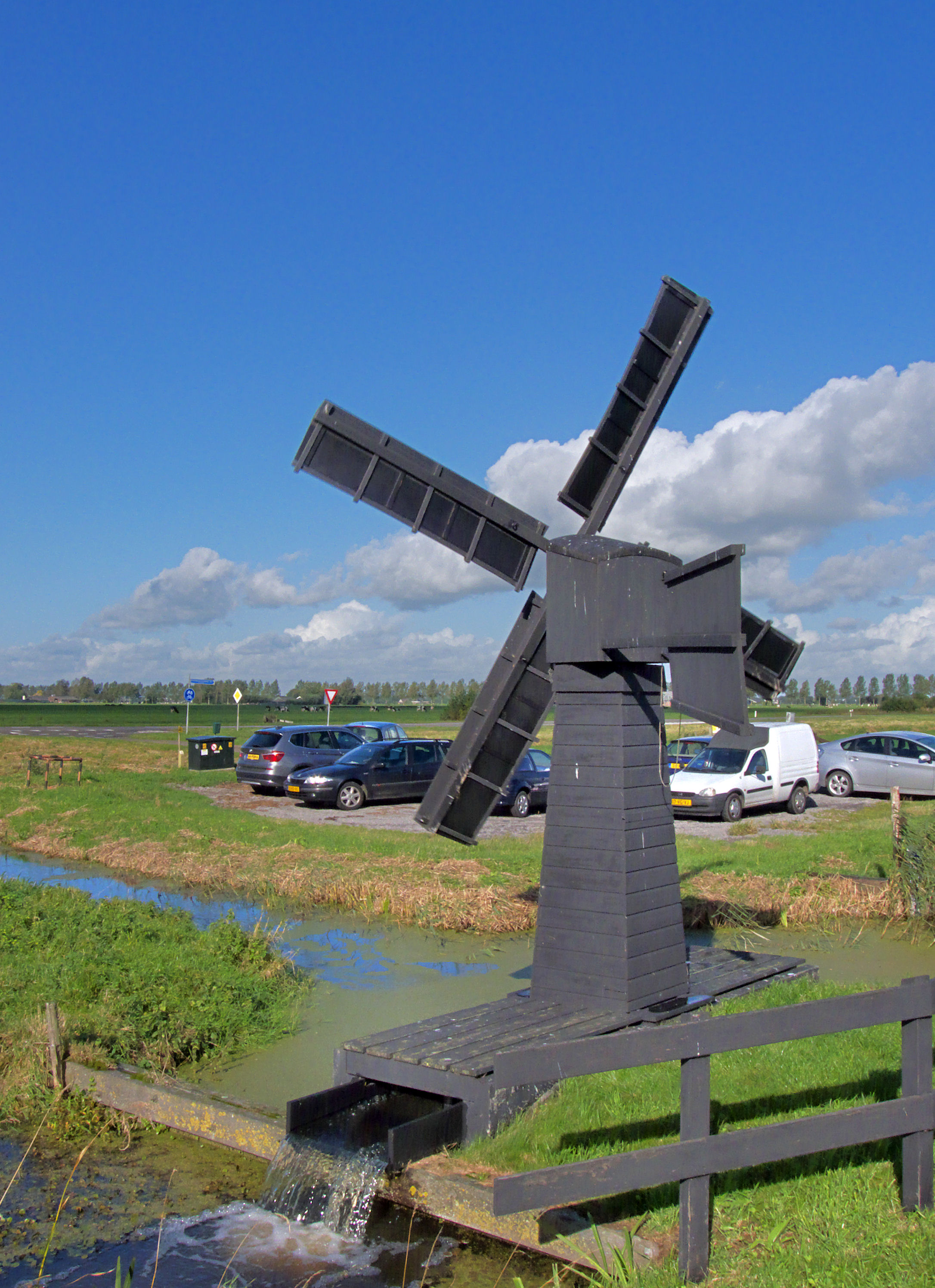
De Meent in september 2012

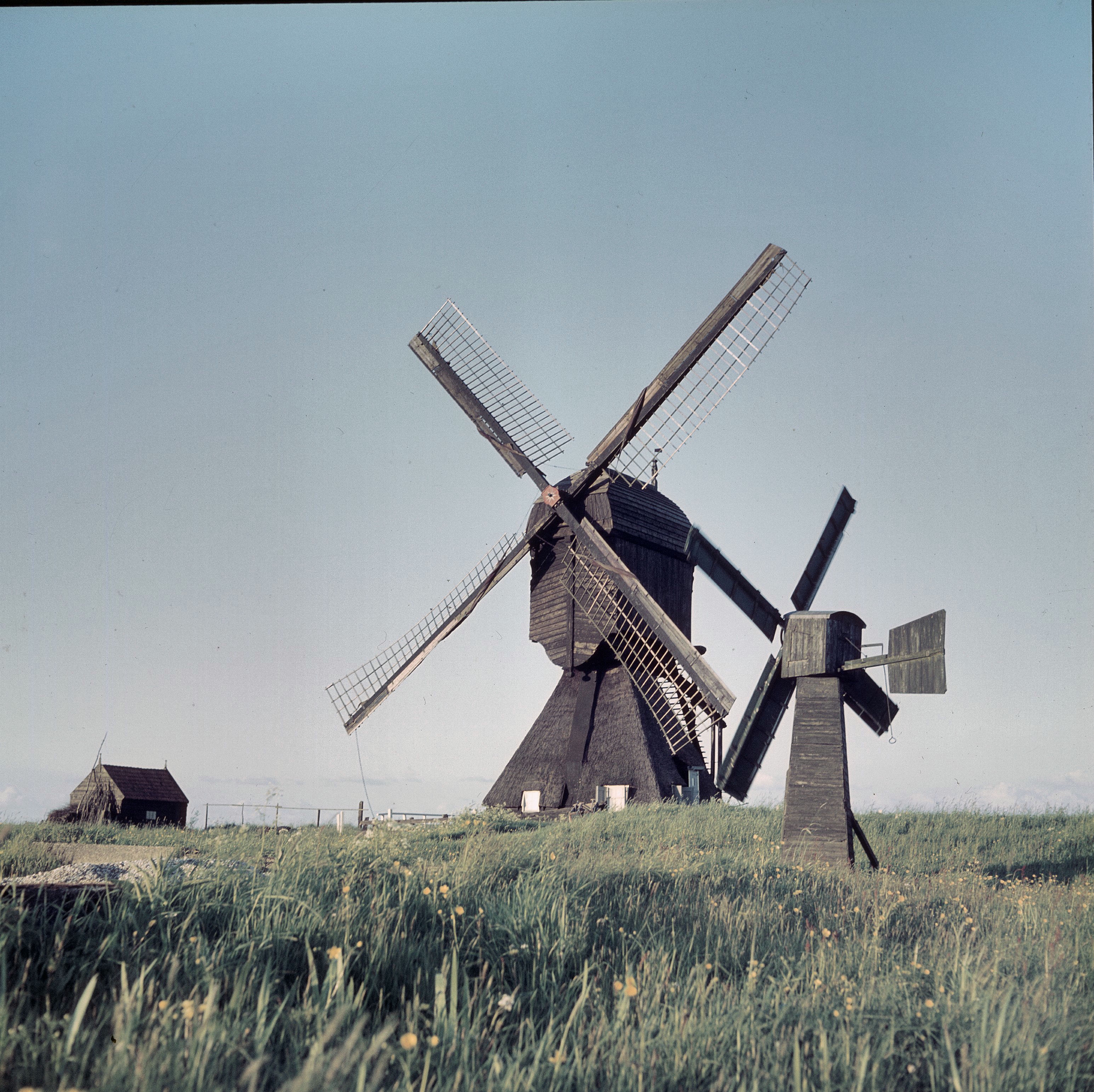
De Meent (mei 1954)

De eigenaar van de molen is SIMAV.